# Anders Andersson
	Per Anders Andersson (ur. 15 marca 1974 w Tomelilli) – szwedzki piłkarz grający na pozycji pomocnika.

## Kariera klubowa
Karierę piłkarską rozpoczął w 1991 roku w Malmö FF. W pierwszym sezonie rozegrał tam tylko jeden mecz, ale od następnego zaczął już występować w podstawowej jedenastce. Grał tam przez 6,5 sezonu i w 1997 roku przeszedł do angielskiego Blackburn Rovers. Grał tam tylko w czterech spotkaniach. Od następnego sezonu zaczął występować w rodzinnej Skandynawii w duńskim Aalborg BK. Grał tam przez trzy sezony i miał miejsce w wyjściowej jedenastce do zaowocowało przejściem do Benfiki. Tam też występował w pierwszym składzie. Łącznie w ekipie Encarnados zagrał w 48 meczach i strzelił 1 bramkę. W 2004 roku przeniósł się do innego portugalskiego zespołu – CF Os Belenenses. Z tego klubu w 2005 roku przeszedł do drużyny, której jest wychowankiem – Malmö FF. W barwach tego klubu zakończył w 2008 profesjonalną karierę piłkarską.

## Kariera reprezentacyjna
Andersson w reprezentacji swojego kraju zadebiutował w 1994 roku. W 2000 i 2004 roku Lars Lagerbäck powołał go do kadry na Euro 2000 i Euro 2004. Łącznie w reprezentacji rozegrał 27 meczów i nie strzelił żadnej bramki.